# 瓊東南盆地
瓊東南盆地，又名東鶯歌海盆地，是南中國海大陸架上的一個海底盆地，面積約6萬平方公里，位於海南島東南部，板塊上位於亞歐板塊東南邊緣。
瓊東南盆地除石油開採項目外，还在1983年和2014年，分別勘探出中國第一座海上天然氣田-崖城13-1氣田，以及蕴藏有超千亿立方米天然气储量的深海一号气田。